# 安堵町
安堵町（日语：／ Ando chō */?）是位於日本奈良縣西北部的行政區劃，屬生駒郡。全町面積僅4.31平方公里，為全日本面積第三小的町級行政區劃，僅大於大阪府忠岡町、奈良縣三宅町。安堵町位於奈良盆地中間區域，南側為大和川，西側為其支流富雄川，境內土地多為農田。

## 人口
| 安堵町人口分布圖 |                                               |  |
| 安堵町與日本全國年齡別人口分布比較圖 （2005年資料） | 安堵町的年齡、男女別人口分布圖 （2005年資料） |  |
| ■紫色是安堵町 ■綠色是全国 | ■藍色是男性 ■紅色是女性                       |  |
| 安堵町人口變化 \| 1970年 \| 5,321人 \| \| \| 1975年 \| 5,774人 \| \| \| 1980年 \| 6,459人 \| \| \| 1985年 \| 7,003人 \| \| \| 1990年 \| 8,728人 \| \| \| 1995年 \| 8,941人 \| \| \| 2000年 \| 8,539人 \| \| \| 2005年 \| 8,257人 \| \| \| 2010年 \| 7,929人 \| \| \| 2015年 \| 7,443人 \| \| \| 2020年 \| 7,225人 \| \| |                                               |  |
| 資料來源：日本總務省統計中心提供之人口普查數據 |                                               |  |
| 1970年 | 5,321人                                       |  |
| 1975年 | 5,774人                                       |  |
| 1980年 | 6,459人                                       |  |
| 1985年 | 7,003人                                       |  |
| 1990年 | 8,728人                                       |  |
| 1995年 | 8,941人                                       |  |
| 2000年 | 8,539人                                       |  |
| 2005年 | 8,257人                                       |  |
| 2010年 | 7,929人                                       |  |
| 2015年 | 7,443人                                       |  |
| 2020年 | 7,225人                                       |  |

## 歷史
現在的安堵町範圍在令制國時代屬於大和國平群郡，江戶時代為江戶幕府的直屬領地；19世紀明治維新後，這些區域最初屬於奈良縣，但在1876年的第二次府縣整併中，隨著奈良縣被廢除而被併入堺縣，1881年堺縣也遭廢除，再次被併入大阪府，最終在1887年重新設立奈良縣後，才再度隸屬奈良縣。
1889年日本實施町村制，設立了安堵村，1986年改制為安堵町。
在2000年代平成大合併期間，位於西和地區的王寺町、上牧町、河合町、斑鳩町、三鄉町、平群町、安堵町曾規劃合併為西和市，合併後的西和市人口將超過14萬，也將會成為奈良縣內人口僅次於奈良市的第二大城市，當時也已規劃好完成合併後，新的市政府將設於王寺町，同時在斑鳩町設立分支辦公室。但在2004年各町的公民投票中，王寺町和斑鳩町的公民投票都未能通過，也直接使合併案破局。

## 交通
西日本旅客鐵道關西本線（大和路線）通過轄內西北部區域，但並未設置車站，距離轄內最近的車站是位於西側斑鳩町內的法隆寺車站和位於北側大和郡山市內的大和小泉車站。
過去在1915年曾經有天理輕便鐵道通過轄內，並在1916年設立安堵車站（1927年更名為大和安堵車站）；1921年這條鐵路被近畿日本鐵道的前身大阪電氣軌道收購，一度成為天理線的一部分，後來又改劃為法隆寺線。不過在二次大戰末期，法隆寺線即停止營運，安堵車站也在1952年正式結束營運。
快速道路則有西名阪自動車道以東西向橫越轄內，交流道則是設於東側與大和郡山市的交界處。

## 觀光資源
安堵町歴史民俗資料館為安堵町本地的歷史博物館，展示本地自江戶時代以來的文物資料，該建築同時也是本地過去望族今村氏的宅邸「今村邸」；幕府末期的醫生、尊王儒生今村文吾及出生於此。19世紀末曾擔任大阪府議員，爭取恢復設立奈良縣，並在1888年奈良縣重新設立後，成為第一任奈良縣議會議長的今村勤三也出身於此，今村勤三後來在1890年第一屆日本眾議院議員總選舉中成為眾議員。
此外由於著名陶藝家富本憲吉也出生於本地，其過去的住所於1974年至2012年期間曾作為富本憲吉紀念館對外開放，目前做為古宅旅館「產土之鄉　富本」使用。